# Condado de Morgan (Kentucky)
El condado de Morgan (en inglés: Morgan County), fundado en 1823, es uno de 120 condados del estado estadounidense de Kentucky. En el año 2000, el condado tenía una población de 13,984 habitantes y una densidad poblacional de 14 personas por km². La sede del condado es West Liberty.

## Geografía
Según la Oficina del Censo, el condado tiene un área total de 995 km² (384,2 mi²), de la cual 987 km² (381,1 mi²) es tierra y 5 km² (1,9 mi²) (0.64%) es agua.

### Condados adyacentes
- Condado de Rowan (noroeste)
- Condado de Elliott (norte)
- Condado de Lawrence (noreste)
- Condado de Johnson (este)
- Condado de Magoffin (sureste)
- Condado de Wolfe (suroeste)
- Condado de Menifee (oeste)

## Demografía
Según la Oficina del Censo en 2000, los ingresos medios por hogar en el condado eran de $21,869, y los ingresos medios por familia eran $26,135. Los hombres tenían unos ingresos medios de $23,966 frente a los $18,463 para las mujeres. La renta per cápita para el condado era de $12,657. Alrededor del 23.50% de la población estaban por debajo del umbral de pobreza.

## Localidades
- Caney
- Cannel City
- Cottle
- Crockett
- Dingus
- Elamton
- Elkfork
- Ezel
- Grassy Creek
- Lenox
- Malone
- Mima
- Mize
- Moon
- Ophir
- Relief
- Stacy Fork
- West Liberty
- White Oak
- Wrigley